# 吉彩洛定
吉彩洛定，意为“接官亭”，位于拉萨市城关区。

## 简介
“吉彩洛定”位于距布达拉宫4公里处。藏语“吉彩洛定”意为“接官亭”，始建于17世纪，原用来供奉达赖的保护神。从清朝雍正五年（1727年）清政府开始在拉萨设立驻藏大臣衙门，到宣统三年（1911年）最后一任驻藏大臣联豫离开西藏的近200年间，此处一直是西藏噶厦迎送历任驻藏大臣或办事大臣的固定场所。
1951年5月23日，中央人民广播电台正式公布了《十七条协议》签订的新闻。同年6月，噶厦噶伦拉鲁·次旺多吉经工布江达回到拉萨，继续担任噶伦。1951年8月，拉鲁·次旺多吉代表噶厦（西藏地方政府）在拉萨西郊的“吉彩洛定”主持了欢迎中央人民政府驻西藏全权代表张经武的仪式。
“吉彩洛定”先被定为拉萨市文物保护单位。2009年又升格为西藏自治区文物保护单位。但因年久失修，到2009年修复前，“吉彩洛定”仅存几道残垣断壁，庭院内杂草丛生。 2009年，经西藏自治区人民政府有关部门审核批准，“吉彩洛定”计划在2009年内复原重建，投资总额约200万元人民币。 